# Сивоплясов, Иван Павлович
Иван Павлович Сивоплясов (род. 2 марта 1931, Новосибирск) — советский легкоатлет, специалист по метанию копья. Выступал за сборную СССР по лёгкой атлетике в начале 1960-х годов, призёр первенств всесоюзного значения, участник летних Олимпийских игр в Риме. Представлял Ленинград и Советскую Армию. Мастер спорта СССР.

## Биография
Родился 2 марта 1931 года в Новосибирске.
Занимался лёгкой атлетикой в Ленинграде, представлял Советскую Армию.
В 1959 году, будучи студентом школы тренеров, одержал победу в метании копья на весеннем легкоатлетическом матче городов и республик в Ленинграде, показав результат 72,19 метра.
Наивысшего успеха в своей спортивной карьере добился в сезоне 1960 года, когда выиграл бронзовую медаль на чемпионате СССР в Москве — с результатом 76,80 уступил здесь только эстонцу Марту Паама и киевлянину Виктору Цыбуленко. Благодаря этому выступлению удостоился права защищать честь страны на летних Олимпийских играх в Риме — на предварительном квалификационном этапе метнул копьё на 73,85 метра, чего оказалось недостаточно для выхода в финал.
В 1961 году установил свой личный рекорд в метании копья — 79,49 метра.